# Audi A4 B9
Audi A4 B9 — п'яте покоління седана та універсала D-Класу, продажі якого розпочалися в Німеччині осінню 2015 року одразу після прем'єри автомобіля на Франкфуртському автосалоні у вересні того ж року. На момент виходу на ринок модель пропонувалася з трьома бензиновими та чотирма дизельними двигунами. Перші представлені надувним агрегатом 1,4 л потужністю 150 к. с., а також двома 2,0-літровими двигунами віддача яких складає 190 та 259 к. с. Дизельні представлені двома 2,0-літровими чотирьох циліндровими двигунами потужністю 150 та 190 к. с., а також пари 6-циліндрових моторів об'ємом у 3,0 л потужністю 218 та 272 к. с. До того ж у новому поколінні додалась версія g-tron, що працює на синтетичному метані. Вона оснащена 2,0-літровим 170-сильним турбодвигуном.

## Двигуни

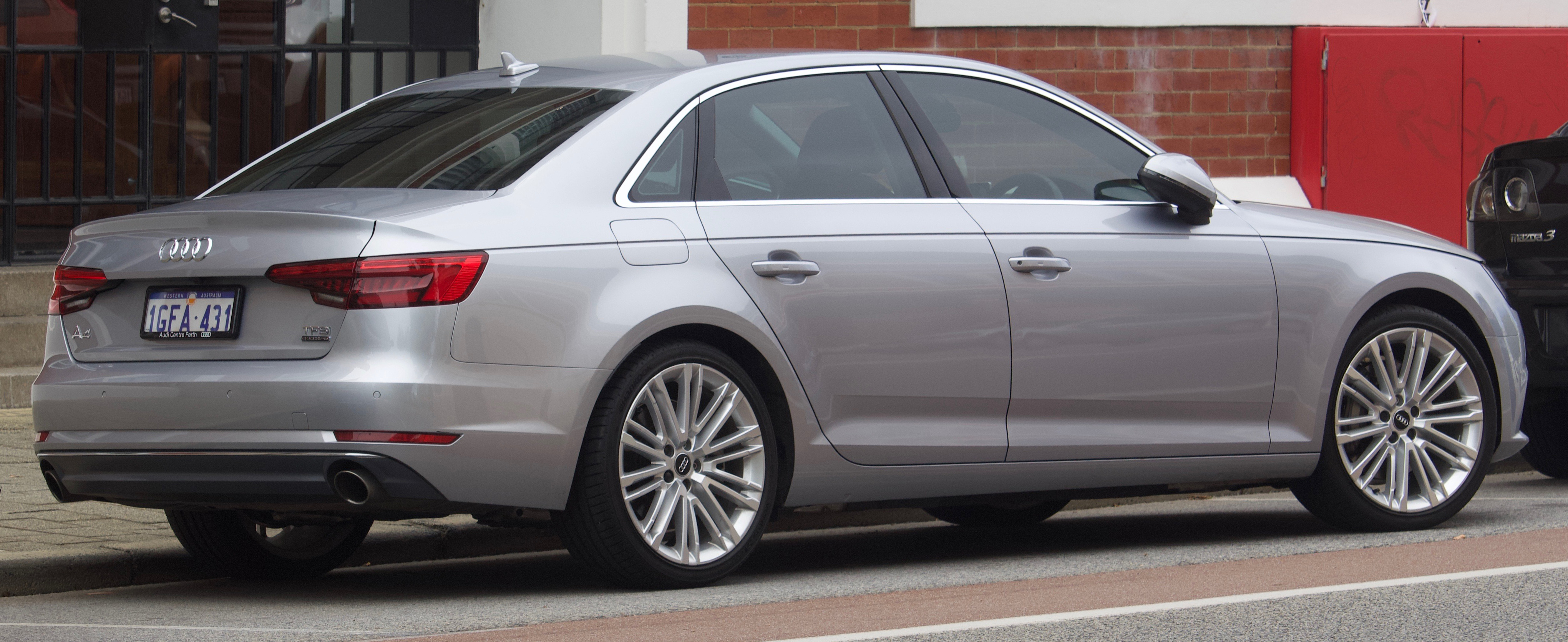
Audi A4 sport quattro (2015—2019)

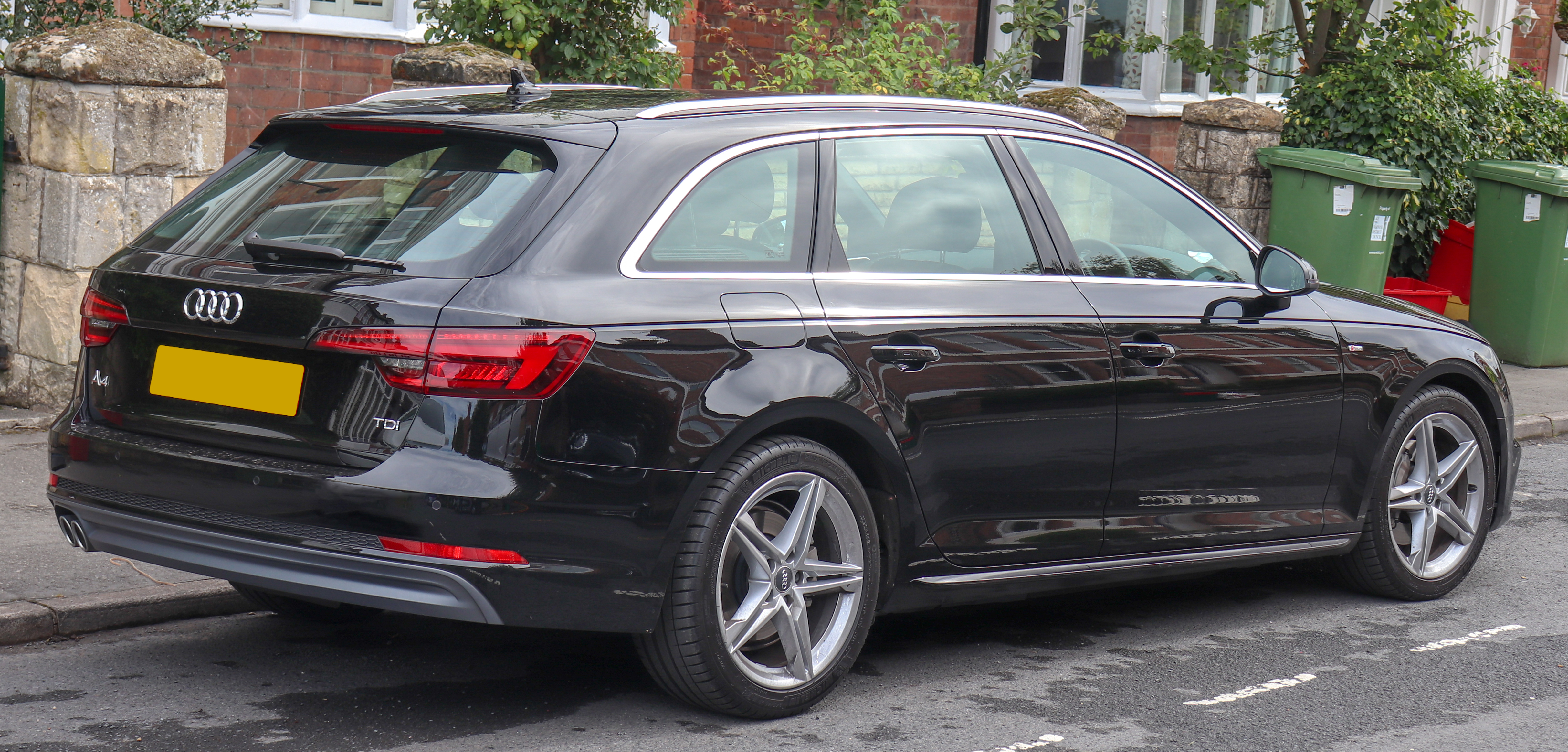
Audi A4 Avant 3.0 TDI S line

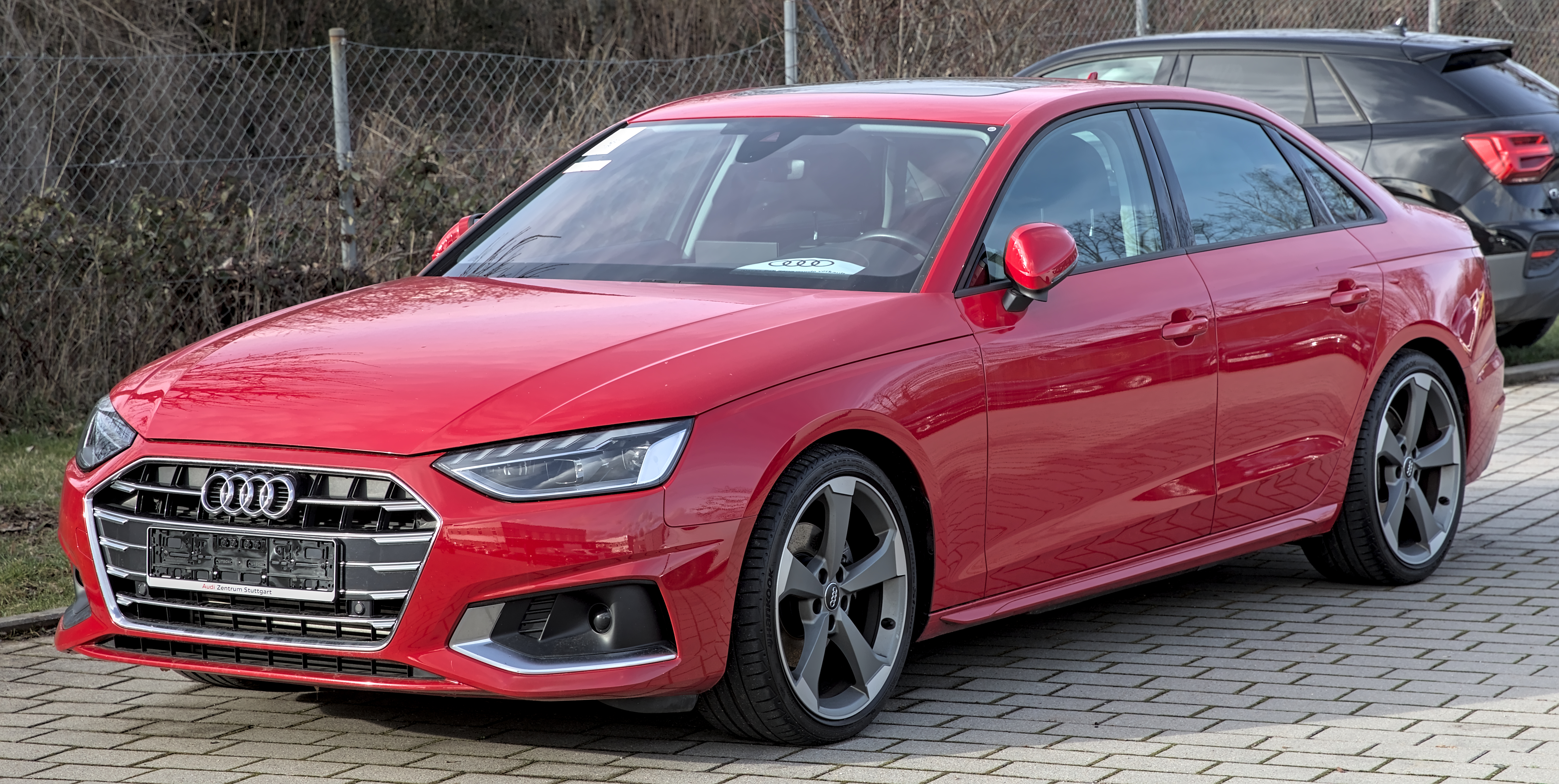
Audi A4 (2019—2023)

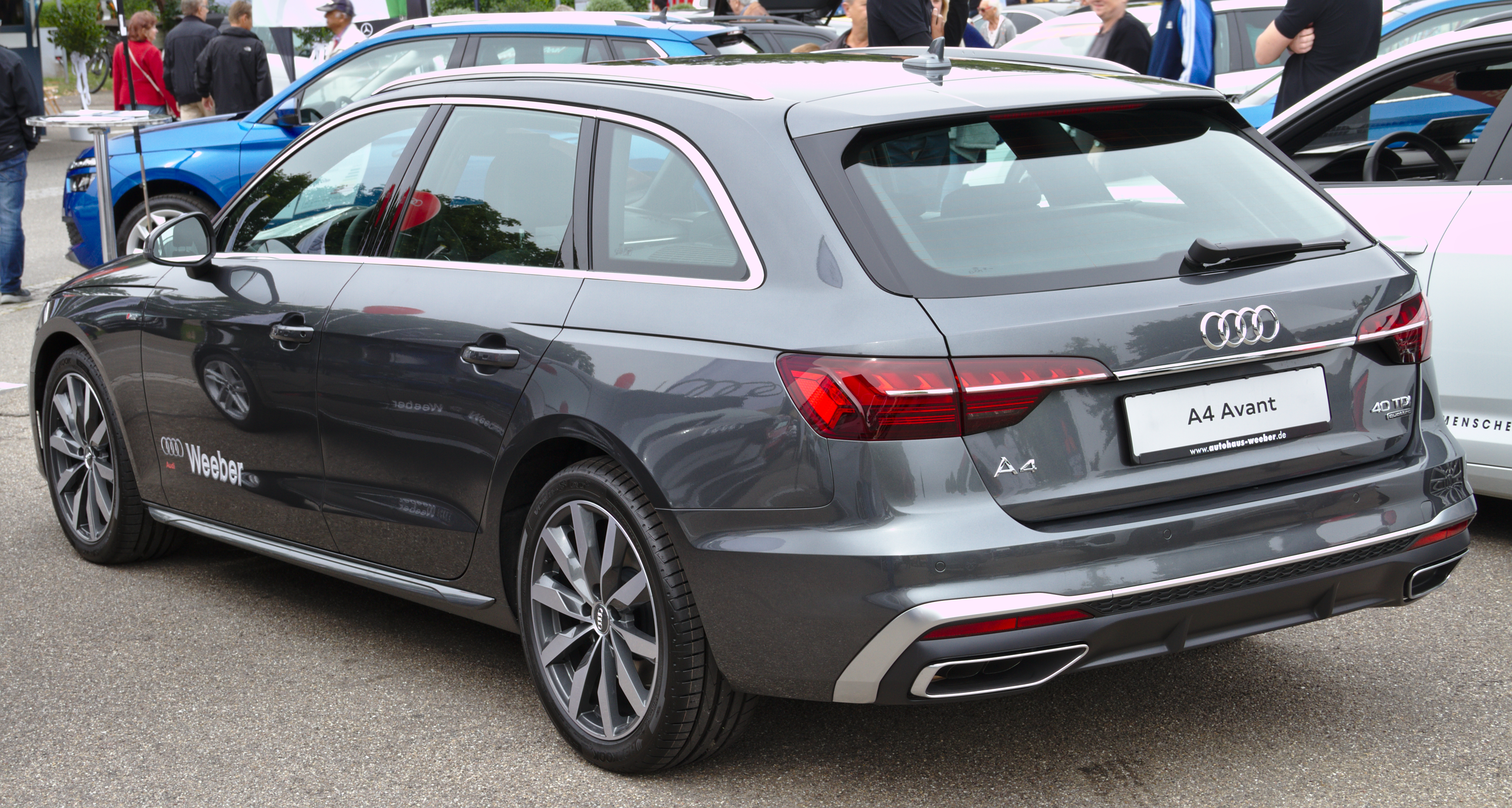
Audi A4 Avant 40 TDI quattro (2019—2023)

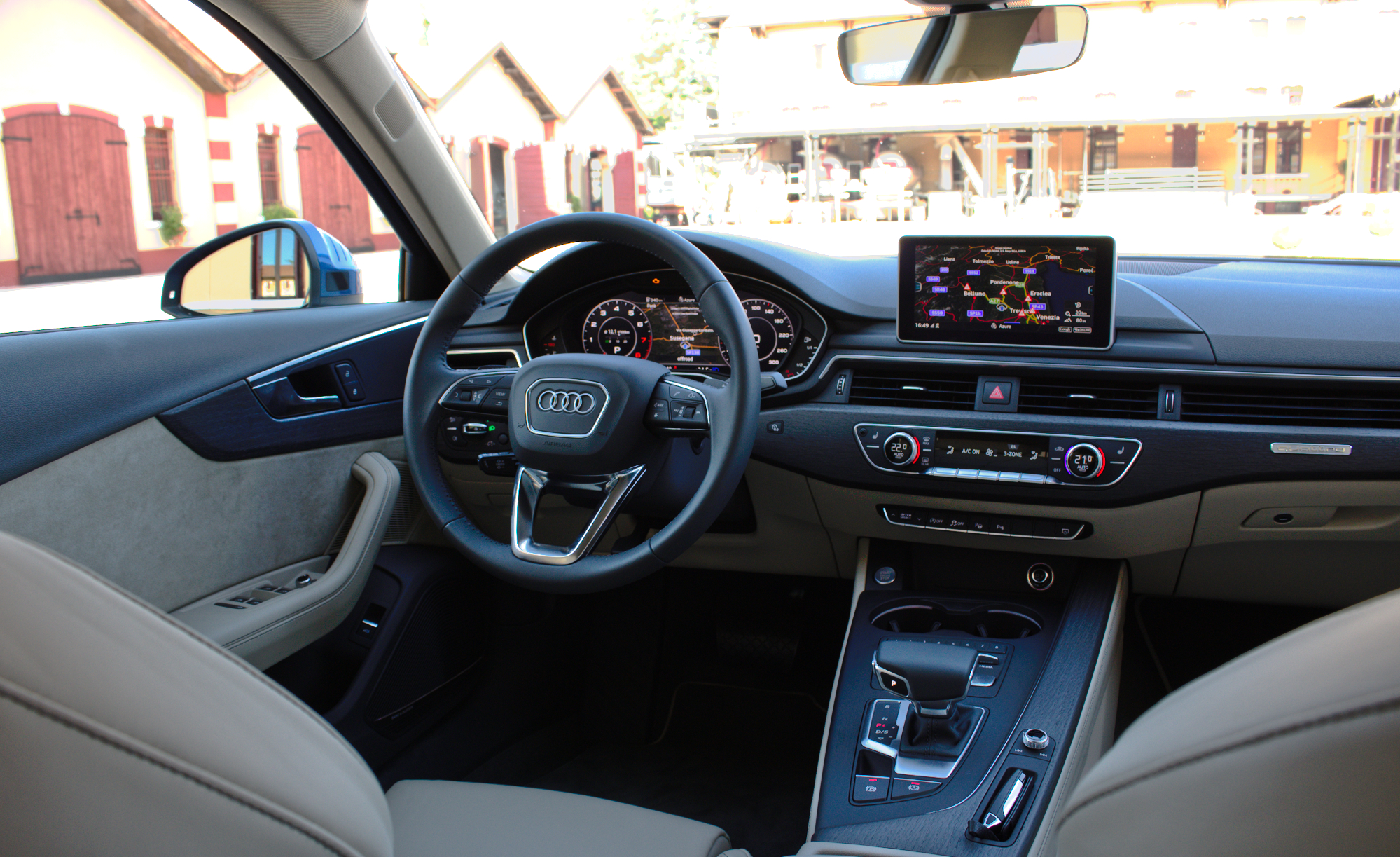
Audi A4 B9

На початок старту продажів в Європі, новий Audi A4 і A4 Avant буде доступний із трьома двигунами TFSI і чотирма TDI, потужність яких варіюватиметься від 110 кВт (150 к. с.) та 200 кВт (272 к. с.). У порівнянні з попередньою моделлю витрата палива двигунів була знижена на 21 %, у той час як їхня потужність збільшилася до 25 %. Усі двигуни відповідають стандартам обмеження викидів Євро-6, а TDI є чистими дизелями — clean diesel. В авто встановлено стандартний бак на 12 літрів або додатковий на 24 літри для добавки AdBlue.
У стандарті поліпшена система «старт-стоп» з новими функціями, які дозволяють економити пальне: При зупинці на червоне світло, двигун вимикається коли швидкість авто становить менш ніж 7 км/год; для A4 3,0 TDI з Tiptronic, швидкість зупинки двигуна становить 3 км/год.
Бензинові
- 1.4L TFSI VW EA211 I4 150 к. с.
- 2.0L TFSI VW EA888 I4 170/190/252 к. с.
- 3.0L TFSI VW EA839 V6 354 к. с. (S4)
- 2.9L TFSI VW EA839 V6 450 к. с. (RS4)

Дизельні
- 2.0L TDI VW EA288 I4 122/150/190 к. с.
- 3.0L TDI VW EA897 evo V6 218/272 к. с.

### 1,4 TFSI
Базовим двигуном є 1,4 TFSI. Компактний чотирьох циліндровий двигун з об'ємом 1395 см3, має максимальну потужність 110 кВт (150 к. с.) і крутний момент в 250 Н·м з 1500 до 3500 об/хв. У поєднанні з 7-ступеневою S-tronic, він прискорює A4 від 0 до 100 км/год всього за 8,9 с, а максимальна швидкість обмежена на 210 км/год.
За їздовим циклом NEDC, 1,4 TFSI з S-Tronic споживає 4,9 літра на 100 кілометрів, а кількість викидів CO2 становить 114 грамів на кілометр. У порівнянні з двигуном 1,8 TFSI попередника, витрата палива скорочена на 21 відсоток.
Завдяки алюмінієвому картеру, новий чотирьох циліндровий двигун важить трохи більше 100 кілограмів з усією своєю технологічною упаковкою. Модуль клапана приводу в голівці блоку циліндрів призначений для легкої і жорсткої роботи. Під ним, випускний колектор інтегрований в голівці блоку циліндрів — ключовий елемент ефективного управління теплом. Як і картер, головки циліндрів мають свій власний контур охолодження. Весь привід колінчастого вала має низьку масу і втрати на тертя.
Турбокомпресор і його периферійні пристрої оптимізовані у всіх деталях, щоб швидко підлаштуватись до тиску наддуву. Загальна система рейки розвиває тиск вприскування до 200 бар; зубчастий ремінь для газорозподілу і допоміжного приводу призначений для всього життя двигуна.

### 2,0 TFSI
2,0 TFSI об'ємом 1984 см³ доступний для седана і універсала Audi A4. Його технічним удосконаленням є випускний колектор інтегрований в голівці блоку циліндрів, роторний клапан для теплового управління, система клапанів Audi AVS для випускних клапанів, електричний перепускний турбокомпресор та подвійне уприскування палива. При частковому навантаженні, непрямі вприскування у впускний колектор доповнює пряме впорскування FSI.
Потужність високоякісного 2,0 TFSI складає 185 кВт (252 к. с.), а крутний момент 370 Н·м з 1600 до 4500 об/хв. Седан А4 з приводом Quattro і 7-ступеневою S-tronic розганяється від 0 до 100 за 5,8 с, а максимальна швидкість обмежена на позначці 250 км/год. Універсал розганяється від 0 до 100 за 6,0 с. Седан із приводом на передні колеса і S-Tronic споживає 5,7 л палива на 100 км за їздовим циклом NEDC і виділяє 129 грамів СО2 на кілометр.
Друга версія 2,0 TFSI ultra забезпечує потужність 140 кВт (190 к. с.) і крутний момент 320 Н·м з 1450 до 4200 об/хв. Розгін від 0 до 100 становить 7,3 с, а максимальна швидкість — 240 км/год для седана; універсал розганяється від 0 до 100 за 7,5 с, а максимальна швидкість 238 км/год (з S-Tronic). За їздовим циклом NEDC витрата палива на рівні 4,8 л на 100 кілометрів для седана і 5,0 л для універсалу, що еквівалентно 109 і 114 грамів CO2 на кілометр відповідно.
У зв'язку з укороченням фази стиснення, ступінь стиснення двигунів був збільшений з 9,6 : 1 до 11,7 : 1. Тиск уприскування був збільшений до 250 бар.

### 2,0 TDI
Як і з двигунами TFSI, Audi пропонує чотирьох циліндровий TDI об'ємом 1968 см³ в двох версіях потужності. Перший забезпечує 110 кВт (150 к. с.) і крутний момент 320 Н·м з 1500 до 3250 об/хв; другий забезпечує 140 кВт (190 к. с.) і крутний момент 400 Н·м з 1750 до 3000 об/хв.
2,0 TDI clean diesel має кілька складних технічних рішень — з окремими контурами охолодження, два балансувальні вали в картері, циліндр датчику тиску, істотно знижує внутрішнє тертя і загальні рейки системи упорскування палива з максимальним тиском 2000 бар. Викиди залишаються низькими завдяки високій рециркуляції вихлопних газів низького тиску і багатоступінчатих вихлопних газів реабілітуються системою SCR (селективне каталітичне відновлення).
Менш потужна версія зі 110 кВт забезпечує седану А4 з 7-ступінчастою S-Tronic і приводом на передні колеса розганятися від 0 до 100 км/год за 8,7 с, а максимальна швидкість 219 км/год; універсал розганяється від 0 до 100 за 9,0 с, а максимальна швидкість 213 км/год.
У поєднанні з механічною коробкою передач на 6 швидкостей, витрата палива седану і універсалу складає 3,8 і 4,0 л на 100 кілометрів, а викиди 99 і 104 грамів CO2 на кілометр.
У версії зі 140 кВт (190 к. с.), 2,0 TDI з 7-ступеневим S-Tronic і приводом на передні колеса, за їздовим циклом NEDC має витрату палива на рівні 4,1 л на 100 кілометрів, а викидів CO2 — 107 грамів на кілометр. Універсал споживає 4,2 л на 100 кілометрів і викидає 109 грамів СО2 на кілометр.
Потужний чотири циліндровий дизельний двигун розганяється від 0 до 100 км з приводом на передні колеса і S-Tronic за 7,7 с для седана і 7,9 с для універсалу; максимальна швидкість 237 км/год і 231 км/год відповідно.
Два 2,0 TDI двигуни також будуть доступні і в ultra версії — така версія означає найбільш ефективний варіант кожної моделі. Модифікації передавальним відношенням, кузовні суспензії, а також використання шин з оптимізованим опором коченню знижують витрату палива ще більше. А4 ultra з механічною коробкою передач і 110 кВт (150 к. с.) за їздовим циклом NEDC має витрату валива 3,7 л на 100 км, а викидів — 95 грамів CO2 на кілометр.
Ще 2,0 TDI двигуни будуть додані після виходу на ринок з потужністю 90 кВт (122 к. с.).

### 3,0 TDI
Два шести-циліндрові двигуни TDI нового покоління A4 мають об'єм 2967 см³ та доступні з потужністю 160 кВт (218 к. с.) та 200 кВт (272 к. с.).
3,0-літровий двигун важить 190 кілограмів, та має численні високотехнологічні рішення: зокрема, комплекс керування тепловиділенням, нові головки циліндрів, істотно знижене тертя, модифікований ланцюговий привід та електричне регулювання турбонагнітача, який забезпечує підвищення тиску до 2,0 бар. Система очищення вихлопних газів встановлюється безпосередньо на задній частині двигуна, а його каталізатор NOx працює в поєднанні з дизельним фільтром-частинок SCR.
У першому варіанті, 3,0 TDI clean diesel має потужність 160 кВт (218 к. с.), з крутним моментом в 400 Н·м, які доступні з 1250 до 3750 об/хв. Седан та універсал із приводом на передні колеса, за їздовим циклом NEDC витрачають 4,2 л палива на 100 км, що еквівалентно викидам CO2 в 110 грамів на кілометр. Такі показники роблять цей TDI, найбільш ефективно-чистим у світі шестициліндровим двигуном.
У другій версії двигуна, 3,0 TDI clean diesel має максимальну потужність 200 кВт (272 к. с.) і 600 Н·м крутного моменту, які доступні з 1500 до 3000 об/хв. Від 0 до 100 км/год седан А4 прискорюється за 5,3 секунди, а максимальна швидкість обмежена електронікою на позначці 250 км/год. За їздовим циклом NEDC витрата палива складає 4,9 л на 100 км, а викиди CO2 складають 129 грамів на кілометр. Універсал розганяється до 100 км/год за 5,4 секунди і має 250 км/год максимальної швидкості. Витрата палива 5,1 літра на 100 кілометрів, а викиди СО2 складають 134 грами на кілометр.

### g-tron
Audi A4 Avant g-tron є другою моделлю після Audi А3 Sportback g-tron, що працює на стиснутому природному газі (CNG) або на Audi e-gas. Його 2,0 TFSI двигун має потужність 125 кВт (170 к. с.) і крутний момент в 270 Н·м.
Avant g-tron стане доступний наприкінці 2016 року. Бак для газу міститься під задньою частиною автомобіля. У ньому може поміститись 19 кг газу при тиску 200 бар. Внутрішній шар баку складається з матриці газонепроникного поліаміду, в той час як другий шар змішаного вуглецевого волокна армованої пластмаси і скловолокном армованого пластику забезпечує надзвичайно високу міцність. Третій шар зі скловолокна сприяє візуалізації будь-яких зовнішніх впливів. Епоксидна смола використовується для зв'язування волоконних матеріалів.
Споживання газу на рівні менш, ніж чотири кілограми на 100 кілометрів в нормальному циклі водіння. За їздовим циклом NEDC, автомобіль виключно на газі може подолати більше 500 кілометрів. Коли в баку залишається менш ніж 0,6 кілограми, тиск газу падає нижче 10 бар, то управління двигуном автоматично перемикається на бензин. Це дозволяє додатково подолати відстань в діапазоні 450 кілометрів.
A4 Avant g-tron особливо екологічний, коли він працює на Audi e-gas. З цим паливом, компанія представляє першу форму повністю нейтральної міжміської мобільності CO2. Audi виробляє це паливо за допомогою поновлюваних джерел енергії, води та CO2 з рослин. Е-gas може бути куплений за спеціально заповненою картою на станції, яка діє як компенсація.
Паралельно Audi продовжує свої дослідження в галузі електронних видів палива e-fuels. Разом зі своїми партнерами, компанія в даний час розробила новий спосіб отримання e-gas. Це забезпечить зростання майбутніх поставок для зростаючого числа моделей типу g-tron. Завдяки новому методу, Audi e-gas вироблятимуть за допомогою мікроорганізмів і біологічного метану. У порівнянні з попереднім використанням хімічного процесу, газ отримували при значно нижчих тисках в навколишньому середовищі та низьких температурах.

## Трансмісія
Механічна коробка передач, S-tronic і tiptronic, передній привід і Quattro — для них існують різні рішення передачі електроенергії в новій А4. Технологія доступна для кожного двигуна.
Механічна коробка передач, яка є стандартним обладнанням для всіх двигунів TFSI та чотирьох циліндрових TDI, є новою розробкою. Велика частина корпусу коробки виконана з магнію. Етап спонтанних передач, заміняє вал до передньої осі диференціала, що використовується на попередній моделі, забезпечує великі переваги з точки зору вимог тертя і простору. Відкриті шестерні, порожнисті вали і менше зчеплення знизили вагу трансмісії, тому новий блок важить на 16 кілограмів менше, ніж старий.
Нова 7-ступенева коробка S-tronic, доступна для всіх двигунів, а для 3,0-літрового TDI вона є стандартною в оснащенні. Подвійне зчеплення замінює безступінчатий Multitronic. Найбільш важливе покращення, подальше зниження тертя, низька вага, високоефективні лінії масла і відцентровий маятник типу поглинача на подвійному маховику, який дає змогу працювати на дуже низькій швидкості холостого ходу.
Два компактних багатодискових кладок нової 7-ступеневої S-tronic розташовані аксіально один за одним, а не як з попередником — радіально один над одним, що знижує момент опору. Вони працюють як дві окремих суб-передачі, постійно активні, але тільки одна з них з'єднана з двигуном. Зубчасті зрушення відбуваються протягом декількох сотих часток секунди за допомогою зчеплення операцій, і практично без переривання тягового зусилля. З приводом Quattro, потужність передається від приводного вала через стадію спонтанних передач до передньої осі диференціала.
8-ступеневий Tiptronic доступний тільки з 3,0 TDI. Високе число передач дозволяє двигуну працювати поблизу його ідеального навантаження більшу кількість часу. Швидкість адаптивного поглинача вібрації, дозволяє потужному дизельному двигуну V6, працювати безперебійно навіть при 850 обертах за хвилину. Дизайн зубчастих пар і мінливих елементів забезпечує низький крутний момент опору, що призводить до високої ефективності його роботи.
Нові автоматичні трансмісії з їх низькими передачами, мають спортивно низькі коофіцієнти і високі показники верхньої шестерні для зниження швидкості двигуна і витрати палива. S-tronic та Tiptronic інтегровані в теплове управління двигуна і працюють з системою старт-стоп. Водій може обирати між режимами D, S і E, і може перемикати передачі в ручну в будь-який час за допомогою важеля селектора передач чи перемикачами за кермом. Всі входи водія передаються по дротах, а швидке натискання на важіль селектора ініціює команду перемикання.
Новий круїз-контроль включає в себе функції ефективності: Коли водій піднімає ногу з педалі акселератора в режимі D або E, передача зміщується накатом, це призводить до економії палива. Цей режим можливий між 55 і 160 км/год. Така функція може працювати ще більш ефективніше коли автомобіль має додаткові системи інтелектуального керування Stop & Go — адаптивний круїз-контроль.
Передній привід є стандартним обладнанням Audi A4. З бензиновими двигунами, повний привід Quattro доступний для 2,0 TFSI з 185 кВт (245 к. с.). Для дизельних двигунів повний привід доступний як в 2,0 TDI з 140 кВт (190 к. с.) і є стандартним обладнанням для найпотужніших 3,0 TDI з 200 кВт (272 к. с.).

## Світлотехніка
Базова версія автомобіля буде оснащуватися ксеноновими фарами Plus. За доплату вони можуть бути замінені світлодіодною оптикою. Фара складається з 12 діодів, які споживають 20 ват. При включеному ближньому світлі працюють 11 діодів. Блок управління змінює промінь світла в залежності від даних, які надходять від спеціальної камери. Всього діоди можуть змінювати яскравість в 64 варіантах. Завдяки цьому, автовласникові буде доступно кілька мільйонів комбінацій роботи світлодіодів.
Крім цього, компанія Audi розробила оптику Matrix OLED. Кожен блок включають в себе по два електроди, які складаються з декількох шарів надтонкого органічного провідникового матеріалу. При подачі струму з невеликою напругою вони починають світитися різними кольорами залежно від молекулярної структури.
На відміну від точкового освітлення, світлодіоди OLED забезпечують більш однорідне освітлення. Крім цього, їм не потрібні відбивачі, або інші подібні оптичні деталі, а також системи охолодження. Завдяки цьому вдалося значно полегшити конструкцію світлотехніки.

## Місткість салону і багажний простір
А тепер декілька слів про місткість салону. Відразу попереджаємо, просторість не є визначальною рисою Audi A4. Всі гачки та відділення для зберігання речей невеликого розміру. Багажник — добре укомплектований і з легкістю зможе вмістити три великі валізи та одну дорожню сумку. Але лише авто більш модернізованої комплектацієї мають розкладні задні сидіння, саме тому в автомобілі, який ми тестували, почуваєш себе не зовсім комфортно.
Об'єм багажника седана складає 340 літрів.

## Безпека
|       | Листопад 2015 |
| — 87% | — 75%         |
| — 75% | — 90%         |